# أبو عروه
أبو عروه قرية سعودية، تتبع محافظة تربة في منطقة مكة المكرمة.

## الوصف
تبعد القرية عن المركز 4 كم بإتجاه الجنوب الشرقي، نوع الطريق أسفلت. أقرب مدينة أو قرية بها تعليم هي الحشرج التي تبعد 3 كم. أقرب مدينة أو قرية بها صحة الحشرج. الخدمات العامة: مركز إداري وكهرباء عامة وخدمة بلدية وخدمة بريد وهاتف وبث تلفزيوني.